# Balanan
Balanan es un personaje de la Biblia. Según se relata en el Génesis XXXVI, fue rey de Edom o Idumea, hijo de Acobor y sucesor de Saúl de Rehoboth. Fue el séptimo rey de aquel trono, anteriormente al establecimiento del reino de Israel.